# مديرية الظهار

تعديل مصدري - تعديل

مديرية الظهار إحدى مديريات محافظة إب في وسط اليمن. بلغ عدد سكانها 110515 نسمة عام 2004، وهي تمتلك أعلى كثافة سكانية في المحافظة.